# نظریه انتخاب فرهنگی
نظریه انتخاب فرهنگی (به انگلیسی: Cultural selection theory) مطالعه تغییرهای فرهنگی است که بر اساس نظریه‌های زیست‌شناسی فرگشتی الگوبرداری می‌شود. نظریه انتخاب فرهنگی تاکنون هرگز رشته‌ای جداگانه نبوده‌است. با این حال، پیشنهاد شده‌است که فرهنگ انسانی ویژگی‌های کلیدی فرگشت داروینی را نشان می‌دهد، و «ساختار علم فرگشت فرهنگی باید ویژگی‌های اساسی را با ساختار علم فرگشت زیست‌شناختی مشترک داشته باشد». علاوه بر کار داروین، این اصطلاح از نظر تاریخی طیف گسترده‌ای از نظریه‌ها از علوم و علوم انسانی، از جمله نظریه‌های لامارک، سیاست و اقتصاد را دربر می‌گیرد، شامل باگهوت، انسان‌شناسی به عنوان مثال ادوارد بی تایلور، ادبیات به عنوان مثال فردیناند برونتیر، اخلاق فرگشتی به عنوان مثال لزلی استفان، جامعه‌شناسی به عنوان مثال آلبرت کلر، انسان‌شناسی به عنوان مثال برونیسلاو مالینوفسکی، علوم زیستی به عنوان مثال الکس مسعودی، جغرافیا به عنوان مثال ریچارد اورمرود، زیست‌شناسی اجتماعی و تنوع زیستی به عنوان مثال EO Wilson، برنامه‌نویسی کامپیوتر به عنوان مثال ریچارد برودی، و زمینه‌های دیگر به عنوان مثال نوفرگشت‌گرایی و باستان‌شناسی تکاملی.
کروزیه پیشنهاد می‌کند که انتخاب فرهنگی از سه‌پایه پدید می‌آید: نظریه سرایت اجتماعی، معرفت‌شناسی تکاملی، و یاده‌شناسی.